# 张慧贤
张慧贤（1933年—）。女，原籍天津，生于吉林省吉林市，中国舞蹈演员，曾任中央戏剧学院舞蹈团演员，中央歌舞团演员。